# Giuseppe Sculli
Giuseppe Sculli (Locros, 23 de Março de 1981) é um futebolista italiano que atua como atacante. Atualmente, defende o Pescara.

## Carreira
Sculli representou a Seleção Italiana de Futebol nas Olimpíadas de 2004, que conquistou a medalha de bronze.
Após passar quase cinco temporadas defendendo o Genoa, acertou em 17 de janeiro de 2011 sua transferência para a Lazio. No entanto, após completar um ano na equipe biancocelesti, retornou por empréstimo para o Genoa. Apesar da passagem satisfatória (três gols em dezoito jogos), não permaneceu. Na Lazio, iniciou a temporada seguinte, mas não disputou nenhuma partida durante a primeira metade da temporada 2012/13, sendo emprestando novamente durante a janela de transferências de inverno, desta vez ao Pescara.

## Títulos
Itália
- Campeonato Europeu Sub-21: 2004
- Bronze Olímpico: 2004